# Synagoga w Mrzygłodzie
Synagoga w Mrzygłodzie – synagoga znajdująca się w Mrzygłodzie po wschodniej stronie rynku.
Synagoga została zbudowana w 1893 roku. Od początku XX wieku służyła wyłącznie chasydom. Po adaptacji służy dziś jako dom mieszkalny.
Do II wojny światowej Żydzi mrzygłodzcy należeli do sanockiej gminy wyznaniowej. W roku 1921 było ich w miasteczku 60 na ogólną liczbę 675 mieszkańców, natomiast w całej parafii rzymskokatolickiej należącej do Mrzygłodu - 232.